# 弌誠
弌誠（- issey / イッセイ、2001年6月10日 - ）は、日本のシンガーソングライター。作詞、作曲、編曲を自身で行い、YouTubeを中心に楽曲を公開。

## 概要
2001年生まれのシンガーソングライター。2020年2月に「ユートピア」を投稿して以来、YouTubeを中心に自作曲を公開している。映画『きさらぎ駅』に主題歌「通リ魔」、映画『リゾートバイト』に主題歌「しあわせレストラン」、テレビアニメ『多数欠』にエンディングテーマ「GAME OVER」を提供。2024年7月に発表した、アクションRPG『ゼンレスゾーンゼロ』に登場するエレン・ジョーのイメージソングとして作られた「モエチャッカファイア」がバイラルヒットとなった。2025年6月には映画『きさらぎ駅 Re：』の主題歌として「ガタゴト」が起用されることを発表した。
2024年7月19日にリリースされた楽曲「モエチャッカファイア」が、YouTubeMVランキングでデイリー、ウィークリーチャートともに1位にランクイン、Billboard JAPAN Heatseekers Songsで通算9回1位にランクイン、 Spotifyバイラルチャートで3位にランクインした。MVで描かれている「エレン・ジョー」のキャラクターデザインは、イラストレーターのハツミノが担当。ゲームの物語やキャラクターの特徴を再現した歌詞と、中毒性のあるサウンドが評価されYouTubeを中心に多くの歌い手にカバーされる中、湿度の高いメロディ、低音を魅力的に“歌うことのできる”ボーカリストとして注目を集めている。
2025年8月12日、恵比寿LIQUIDROOMにて自身初のワンマンライブを開催することを発表。チケットは先行販売で完売となり、同年8月27日にZepp Shinjukuでの追加公演を予定。

## 来歴
2020年
- 2月、YouTubeに初自作曲「ユートピア」のミュージック・ビデオを投稿。

2022年
- 6月「通リ魔」を配信リリース。6月公開の映画『きさらぎ駅』の主題歌として起用。

2023年
- 10月「しあわせレストラン」を配信リリース。2023年10月公開の映画『リゾートバイト』の主題歌として起用。

2024年
- 7月「GAME OVER」を配信リリース。テレビアニメ『多数欠』（たすうけつ）のエンディングテーマに使用。
- 同月、miHoYoによって開発・配信のゲーム『ゼンレスゾーンゼロ』の登場キャラクター「エレン・ジョー」の非公式同人イメージソングとして、「モエチャッカファイア」を配信リリース。
- 12月「あられやこんこん」を配信リリース。『ゼンレスゾーンゼロ』の登場キャラクター「星見雅」の非公式同人イメージソング。

## ディスコグラフィ

### 配信限定Single
|      | 発売日         | タイトル                 |
| ---- | -------------- | ------------------------ |
| 1st  | 2022年4月27日  | 『阿吽』                 |
| 2nd  | 2022年6月1日   | 『通リ魔』               |
| 3rd  | 2022年7月1日   | 『みにくいアヒルの子』   |
| 4th  | 2022年8月1日   | 『はろー。』             |
| 5th  | 2022年9月1日   | 『謝祭』                 |
| 6th  | 2022年11月1日  | 『おもちゃばこ』         |
| 7th  | 2023年1月11日  | 『なんだか眠そうですね』 |
| 8th  | 2022年4月26日  | 『恋舞』                 |
| 9th  | 2023年6月28日  | 『ラヴボム!!!』          |
| 10th | 2023年10月20日 | 『しあわせレストラン』   |
| 11th | 2024年1月26日  | 『さよならバースデー』   |
| 12th | 2024年4月1日   | 『よなべのタンゴ』       |
| 13th | 2024年7月3日   | 『GAME OVER』            |
| 14th | 2024年7月19日  | 『モエチャッカファイア』 |
| 15th | 2024年12月25日 | 『あられやこんこん』     |

### ミュージックビデオ
|                | タイトル                 | 備考 |
| -------------- | ------------------------ | --- |
| 2020年2月23日  | 『ユートピア』           | music,illustration：弌誠 |
| 2022年4月27日  | 『阿吽』                 | music：弌誠 video：留置太輔 |
| 2022年6月1日   | 『通リ魔』               | music：弌誠 video：ナリタユウキ |
| 2022年7月1日   | 『みにくいアヒルの子』   | music：弌誠 video：留置太輔 |
| 2022年8月1日   | 『はろー。』             | music：弌誠 illustration：ぬごですが。                                                                                              |
| 2022年9月1日   | 『謝祭』                 | music：弌誠 animation：頃之介 |
| 2022年11月1日  | 『おもちゃばこ』         | music：弌誠 animation：HAL |
| 2023年1月11日  | 『なんだか眠そうですね』 | music：弌誠 animation：Panda |
| 2023年4月26日  | 『恋舞』                 | music：弌誠 illustration：ぬごですが。                                                                                              |
| 2023年6月28日  | 『ラヴボム!!!』          | music：弌誠 illustration：WOOMA |
| 2023年10月20日 | 『しあわせレストラン』   | music,story：弌誠 animator, illustration：いちまる director,editor：YUKI NARITA cinematographer：MASAKAZU KUDO                      |
| 2023年12月25日 | 『さよならバースデー』   | music：弌誠 illustration：衍 |
| 2024年4月1日   | 『よなべのタンゴ』       | music：弌誠 illustration：WOOMA |
| 2024年7月10日  | 『GAME OVER』            | music：弌誠 illustration：ハチナナ                                                                                                  |
| 2024年7月23日  | 『モエチャッカファイア』 | music：弌誠 animation：ハツミノ arrangement：necchi                                                                                 |
| 2025年1月11日  | 『あられやこんこん』     | music：弌誠 animation：十八番茶 arrangement：necchi                                                                                 |
| 2025年6月27日  | 『ガタゴト』             | music：issey Animator, Illustrator：ICHIMARU arrangement：9maBear / Ahhri Director：Yuki Narita                                     |
| 2025年7月26日  | 『デビデビデビット』     | music：弌誠 music video：YaeIida(Panda) / Sakurai Kazuhito(Panda) illustration：YaeIida motion graphics：YaeIida / Sakurai Kazuhito |